# William Whitman Bailey
William Whitman Bailey (West Point, 22 febbraio 1843 – Providence, 20 febbraio 1914) è stato un botanico e chimico statunitense.

## Biografia
Era il minore dei figli di Jacob Whitman Bailey, professore di chimica e geologia dell'Accademia Militare di West Point, e di Maria Slaughter.
A 9 anni perse la madre e la sorella, scomparse in un naufragio: questa dura esperienza lo segnò per tutta la vita e rese fragile la sua salute. Alla morte del padre, nel 1857, lasciò West Point e si trasferì a Providence dove entrò nell'University Grammar School. Nel 1860 si iscrisse alla Brown University, ma dopo due anni si arruolò nei volontari del Rhode Island, durante la guerra civile americana. La salute però non lo sostenne ed egli dovette tornare a Providence dopo appena tre mesi.
Bailey si laureò in filosofia nel 1864 e cominciò a lavorare come assistente di chimica, dapprima al Chemical Laboratory, quindi presso la Manchester Print Works, finché non fu accettato come assistente dal Massachusetts Institute of Technology.
Nel 1867 ottenne il posto di botanico nella missione esplorativa geologica del 40º parallelo, condotta da Clarence King, ma ancora una volta la precarietà della sua salute gli impedì di partire con gli altri l'anno seguente. Fu sostituito da Sereno Watson (1826-1892).
Durante le estati degli anni 1875, 1876 e 1879 frequentò dei corsi estivi di botanica presso l'Università di Harvard.
Dopo il fallimento del suo tentativo di partecipare alla spedizione geologica, Bailey si rassegnò a condurre una vita tranquilla, cominciò a dare lezioni private di botanica e, nel 1881, ottenne finalmente un posto di professore, ruolo che egli ricoprì sino al 1906 quando, sempre per ragioni di salute, fu costretto a dimettersi.
Si sposò nel 1881 a 38 anni con la pedagoga e scrittrice Eliza Randall Simmons, dalla quale ebbe due figli.
Ricevette una laurea "ad honorem" in diritto dall'Università del New Brunswick nel 1900 e un Master onorario in arte dall'Università Brown nel 1903.
Morì a Providence all'età di 71 anni.
Bailey studiò in particolare il meccanismo d'impollinazione e gli sviluppi cellulari anomali. Pubblicò molti lavori scientifici, ma anche libri di poesie.
Fu membro di diverse società scientifiche, fra cui l'American Association for the Advancement of Science e lasciò il suo notevole erbario all'Università Brown.

## Pubblicazioni
I testi più importanti pubblicati da William Bailey sono:
- 1881: The Botanical Collector's Notebook.
- 1895: Among Rhode Island Wild Flowers.
- 1897: New England Wild Flowers.
- 1897: Botanical Notebook.
- 1898: Botanizing.